# Rhododrilus subtilis
Rhododrilus subtilis är en ringmaskart som beskrevs av Lee 1959. Rhododrilus subtilis ingår i släktet Rhododrilus och familjen Acanthodrilidae. Inga underarter finns listade i Catalogue of Life.